# Mario Cipollini
Mario Cipollini (Lucca, 22 maart 1967), bijgenaamd "Il Magnifico" ("De Schitterende") en "Il Re Leone" ("De Leeuwenkoning") naar zijn aura en uiterlijk, is een voormalig beroepswielrenner uit Italië. Cipollini wordt beschouwd als een van de beste sprinters aller tijden, met 57 individuele etappezeges in Grote Rondes. In 2002 werd hij wereldkampioen op de weg.

## Carrière
De carrière van Cipollini begon in 1989 bij Del Tongo. Hij reed hier samen met zijn negen jaar oudere broer Cesare. In zijn debuutjaar won Cipollini meteen een sprintersetappe in de Ronde van Italië. Gedurende zijn carrière heeft hij 191 professionele overwinningen behaald, waaronder klassiekers als Gent-Wevelgem (drie maal) en Milaan-San Remo en 42 etappes in de Giro d'Italia, wat een absoluut record is. Hij won ook twaalf etappes in de Ronde van Frankrijk en behaalde drie ritzeges in de Ronde van Spanje, wat zijn algemeen totaal in de Grote Rondes op 57 ritzeges brengt. Tevens werd hij in 2002 wereldkampioen op de weg door de massasprint te winnen op het vlakke parcours in Zolder (België). Hij was wellicht de beste sprinter van de jaren 90. Overige bijnamen luidden Cipo, Mooie Mario en Super Mario. Hij kreeg regelmatig boetes opgelegd door mensen van de wedstrijdleiding vanwege zijn afwijkende outfit.
Cipollini stond er om bekend dat hij als eerste sprinter een 'trein' gebruikte. Dit betekent dat er rond hem een volledige ploeg staat, die hem de gehele wedstrijd beschermt en die hem in de laatste kilometers veilig naar de finish loodst doordat de renners een voor een op kop rijden, en zo het tempo opdrijven totdat 'Il Re Leone' op gemiddeld 200 meter van de finish loskomt en het door zijn ploegmaats geleverde werk kan proberen af te maken. Francesco Secchiari, Gian Matteo Fagnini en Mario Scirea waren zijn bekendste "lead-outs" of voorbereiders. 
Mario Cipollini was vooral door Jean-Marie Leblanc, de toenmalige grote baas van de Ronde van Frankrijk, niet zo graag gezien. Deze had er vooral problemen mee dat Cipollini steeds uit de Tour stapte als de bergen eraan kwamen. Hierdoor mocht Cipollini niet aantreden in de edities van 2000 tot en met 2003, die laatste evenmin ook al was de Italiaan in 2002 wereldkampioen bij de profs op de weg geworden. Op 29 oktober 2004 maakte de inmiddels 37-jarige sprinter bekend zijn carrière het daaropvolgende jaar voort te zetten in de op dat moment nieuw op te starten ploeg Liquigas. Op 26 april 2005 deelde hij echter mede dat hij toch met onmiddellijke ingang met wielrennen zou stoppen.

### Doping
In augustus 2006 werd de naam van Cipollini in verband gebracht met de dopingaffaire rondom de Spaanse arts Eufemiano Fuentes. Hij zou sinds 2002, het jaar waarin hij wereldkampioen werd, klant van deze omstreden arts zijn geweest. Het bleef echter bij geruchten omtrent deze zaak. In 2013 kwam de Italiaanse sportkrant La Gazzetta dello Sport met nieuwe onthullingen in deze dopingzaak. Dit leidde ertoe dat het Italiaans Olympisch Comité (CONI) een onderzoek naar het vermeende dopinggebruik van Cipollini opstartte. Ook werd bekend dat Cipollini door een Franse Senaatscommissie werd genoemd als een van de vele renners die bij de Ronde van Frankrijk in 1998 positief zouden zijn getest op verboden middelen.

### Comeback
In november 2007 deden er enkele geruchten de ronde dat Cipollini een comeback had gepland bij de kleine Amerikaanse wielerploeg Rock Racing. In februari 2008 reed hij de Ronde van Californië (17-24 februari). Halverwege maart van datzelfde jaar stapte hij evenwel op bij die wielerploeg en stopte hij definitief met wielrennen.

## Later leven
Cipollini is sinds 2011 aan de slag als adviseur bij de Russische ploeg Katjoesja.
Cipollini produceert zijn eigen merk racefietsen onder de naam Cipollini, dat vanaf 2011 sponsor en medenaamgever is van de vrouwenploeg Alé Cipollini.

## Privéleven
In oktober 2022 werd Cipollini veroordeeld tot drie jaar celstraf, vanwege mishandeling, doodsbedreigingen en stalking van zijn ex-vrouw en haar nieuwe partner.
"Ik ben blij, gerechtigheid is geschied. Het waren moeilijke tijden, maar nu kan ik weer wat licht zien", zo wordt Cipollini's ex-vrouw Sabrina Landucci geciteerd in de Italiaanse krant Corriere della Sera.
De 55-jarige Cipollini heeft volgens de rechter zijn ex-vrouw jarenlang mishandeld, bedreigd en gestalkt. Hij heeft onder meer een pistool tegen haar voorhoofd gedrukt. De twee trouwden in 2005 en gingen in 2013 uit elkaar.
Behalve de gevangenisstraf moet Cipollini een boete van 85.000 euro betalen. De oud-renner is ook schuldig bevonden aan het bedreigen van de nieuwe partner van zijn ex-vrouw. De straf valt hoger uit dan de eis van het Openbaar Ministerie, die 2,5 jaar celstraf bedroeg. ( bron NOS )

## Hoogtepunten
- Wereldkampioenschap op de weg: 2002
- Italiaans kampioen: 1996
- Gent-Wevelgem: 1992 - 1993 - 2002
- Milaan-San Remo: 2002
- 42 etappes van de Giro d'Italia
Met zijn laatste etappewinst brak Cipollini het oude record van zijn landgenoot Alfredo Binda uit 1933 (41 etappes)
- Twaalf etappes van de Ronde van Frankrijk, waaronder in 1999 vier opeenvolgende
- Drie etappes in de Ronde van Spanje
- Driemaal winnaar van het puntenklassement in de Ronde van Italië: 1992 - 1997 - 2002

## Overwinningen
1988
- Trofeo Città di Castelfidardo

1989
- 12e etappe Giro d'Italia
- 3e etappe Ronde van Puglia
- 4e etappe Ronde van Puglia
- 5e etappe Ronde van Puglia

1990
- Milaan-Vignola
- 13e etappe Giro d'Italia
- 20e etappe Giro d'Italia
- 3e etappe Driedaagse van De Panne
- 2e etappe Ronde van Puglia
- 5e etappe Ronde van Puglia

1991
- Grote Scheldeprijs
- Giro Provincia della di Siracusa
- 3e etappe Giro d'Italia
- 7e etappe Giro d'Italia
- 21e etappe Giro d'Italia
- 1e etappe Ster van Bessèges
- 3e etappe Ster van Besseges
- 4e etappe Siciliaanse Wielerweek
- 5e etappe Siciliaanse Wielerweek
- 2e etappe Driedaagse van de Panne
- Ronde van de Etna
- 2e etappe Ronde van Puglia
- 4e etappe Ronde van Puglia

1992
- Gent-Wevelgem
- 5e etappe Giro d'Italia
- 8e etappe Giro d'Italia
- 17e etappe Giro d'Italia
- 21e etappe Giro d'Italia
- 1e etappe Vierdaagse van Duinkerke
- 3e etappe Vierdaagse van Duinkerke
- 6e etappe Vierdaagse van Duinkerke
- 2e etappe Ster van Besseges
- 2e etappe Parijs-Nice
- 3e etappe Parijs-Nice
- 5e etappe Parijs-Nice
- 2e etappe Driedaagse van de Panne
- 1e etappe Ronde van Puglia
- 3e etappe Ronde van Puglia

1993
- Gent-Wevelgem
- E3 Prijs Vlaanderen
- Grote Scheldeprijs
- GP Rik Van Steenbergen
- 3e etappe Ronde van de Middellandse Zee
- 4e etappe Ronde van de Middellandse Zee
- 2e etappe Parijs-Nice
- 5e etappe Parijs-Nice
- 6e etappe Parijs-Nice
- Draai van de Kaai
- 1e etappe Ronde van Frankrijk
- 4e etappe Ronde van Frankrijk (TTT) met GB–MG Maglificio (met Franco Ballerini, Carlo Bomans, Zenon Jaskuła, Johan Museeuw, Wilfried Peeters, Laurent Pillon, Flavio Vanzella en Franco Vona)

1994
- 4e etappe Ronde van de Middellandse Zee
- 5e etappe Ronde van de Middellandse Zee
- 1e etappe Parijs-Nice
- 6e etappe Parijs-Nice

1995
- Trofeo Luis Puig
- 1e etappe Giro d'Italia
- 3e etappe Giro d'Italia
- 2e etappe Ronde van Frankrijk
- 4e etappe Ronde van Frankrijk
- 2e etappe Ronde van de Middellandse Zee
- 3e etappe Ronde van de Middellandse Zee
- 4e etappe Ronde van de Middellandse Zee
- 4e etappe Ronde van Valencia
- 5e etappe Ronde van Valencia
- 2e etappe Ronde van Romandië
- 5e etappe Ronde van Romandië
- 2e etappe Ronde van Catalonië
- 3e etappe Ronde van Catalonië
- 5e etappe Ronde van Catalonië

1996
- Italiaans kampioen op de weg, Elite
- 4e etappe Giro d'Italia
- 8e etappe Giro d'Italia
- 11e etappe Giro d'Italia
- 18e etappe Giro d'Italia
- 2e etappe Ronde van Frankrijk
- 4a etappe Ronde van de Middellandse Zee
- 2e etappe Ronde van Valencia
- 5a etappe Ronde van Valencia
- 3e etappe Ronde van Romandië
- 5a etappe Ronde van Romandië
- 6e etappe Ronde van Romandië
- 2e etappe Ronde van Catalonië
- 5e etappe Ronde van Catalonië
- GP Beghelli

1997
- 1e etappe Giro d'Italia
- 2e etappe Giro d'Italia
- 4e etappe Giro d'Italia
- 10e etappe Giro d'Italia
- 22e etappe Giro d'Italia
- 2a etappe Ronde van de Middellandse zee
- 1e etappe Ronde van Valencia
- 2e etappe Ronde van Aragon
- 4a etappe Ronde van Aragon
- 2e etappe Ronde van Romandië
- 3e etappe Ronde van Romandië
- 5e etappe Ronde van Romandië
- 1e etappe Ronde van Frankrijk
- 2e etappe Ronde van Frankrijk

1998
- GP Costa della Etruschi
- 5e etappe Giro d'Italia
- 7e etappe Giro d'Italia
- 8e etappe Giro d'Italia
- 10e etappe Giro d'Italia
- 3e etappe Ronde van de Middellandse Zee
- 1a etappe Ronde van Catalonië
- 2e etappe Ronde van Catalonië
- 3e etappe Ronde van Catalonië
- 4e etappe Ronde van Catalonië
- 5e etappe Ronde van Frankrijk
- 6e etappe Ronde van Frankrijk

1999
- Trofeo Manacor
- Trofeo Soller
- 2e etappe Giro d'Italia
- 10e etappe Giro d'Italia
- 12e etappe Giro d'Italia
- 17e etappe Giro d'Italia
- Trofeo Luis Puig
- 3e etappe Tirreno-Adriatico
- 5e etappe Ronde van Romandië
- 1e etappe Ronde van Catalonië
- 2e etappe Ronde van Catalonië
- 4e etappe Ronde van Frankrijk
- 5e etappe Ronde van Frankrijk
- 6e etappe Ronde van Frankrijk
- 7e etappe Ronde van Frankrijk
- Zesdaagse van Firenze

2000
- GP Costa della Etruschi
- 6e etappe Ronde van de Middellandse Zee
- 5a etappe Ronde van Valencia
- 1e etappe Ronde van Romandië
- 5e etappe Ronde van Romandië
- 4e etappe Giro d'Italia
- Wiener Radfest

2001
- Giro Provincia della Siracusa
- 1e etappe Ronde van Aragon
- 5e etappe Ronde van Aragon
- 4e etappe Ronde van Trentino
- 5e etappe Ronde van Romandië
- 6e etappe Giro d'Italia
- 9e etappe Giro d'Italia
- 19e etappe Giro d'Italia
- 21e etappe Giro d'Italia

2002
- Wereldkampioen op de weg, Elite.
- Milaan-San Remo
- Gent-Wevelgem
- 3e etappe Ronde van Spanje
- 4e etappe Ronde van Spanje
- 7e etappe Ronde van Spanje
- 7e etappe Tirreno-Adriatico
- 1e etappe Giro d'Italia
- 3e etappe Giro d'Italia
- 9e etappe Giro d'Italia
- 15e etappe Giro d'Italia
- 18e etappe Giro d'Italia
- 20e etappe Giro d'Italia
- 2e etappe Ronde van de Middellandse Zee

2003
- 1e etappe Tirreno-Adriatico
- 3e etappe Tirreno-Adriatico
- 8e etappe Giro d'Italia
- 9e etappe Giro d'Italia

2004
- 4e etappe Ronde van de Middellandse Zee
- 2e etappe Ronde van Georgia

2005
- 4e etappe Ronde van Qatar
- Ronde van Lucca

## Resultaten in voornaamste wedstrijden
| \| Jaar \| Ronde van Italië \| Ronde van Frankrijk \| Ronde van Spanje \| \| ---- \| ---------------- \| -------------------- \| ---------------- \| \| 1989 \| opgave (1) \| \| \| \| 1990 \| 142e (2) \| \| \| \| 1991 \| 124e (3) \| \| \| \| 1992 \| 126e (4) \| opgave \| \| \| 1993 \| \| buiten tijd (1) \| \| \| 1994 \| \| \| opgave \| \| 1995 \| opgave (2) \| opgave (2) \| \| \| 1996 \| opgave (4) \| uitgesloten (1) (**) \| \| \| 1997 \| 89e (5) \| opgave (2) \| opgave \| \| 1998 \| opgave (4) \| opgave (2) \| \| \| 1999 \| opgave (4) \| opgave (4) \| \| \| 2000 \| opgave (1) \| \| uitgesloten \| \| 2001 \| 107e (4) \| \| \| \| 2002 \| 100e (6) \| \| opgave (3) \| \| 2003 \| opgave (2) \| \| opgave \| \| 2004 \| opgave \| opgave \| \| \| 2005 \| \| \| \|(*) tussen haakjes aantal individuele etappe-overwinningen |                  |                      |                  |
| Jaar | Ronde van Italië | Ronde van Frankrijk  | Ronde van Spanje |
| 1989 | opgave (1)       |                      |                  |
| 1990 | 142e (2)         |                      |                  |
| 1991 | 124e (3)         |                      |                  |
| 1992 | 126e (4)         | opgave               |                  |
| 1993 |                  | buiten tijd (1)      |                  |
| 1994 |                  |                      | opgave           |
| 1995 | opgave (2)       | opgave (2)           |                  |
| 1996 | opgave (4)       | uitgesloten (1) (**) |                  |
| 1997 | 89e (5)          | opgave (2)           | opgave           |
| 1998 | opgave (4)       | opgave (2)           |                  |
| 1999 | opgave (4)       | opgave (4)           |                  |
| 2000 | opgave (1)       |                      | uitgesloten      |
| 2001 | 107e (4)         |                      |                  |
| 2002 | 100e (6)         |                      | opgave (3)       |
| 2003 | opgave (2)       |                      | opgave           |
| 2004 | opgave           | opgave               |                  |
| 2005 |                  |                      |                  |

(**) uit koers genomen wegens gevaarlijk sprinten
| Jaar | Milaan-San Remo | Gent-Wevelgem | Ronde van Vlaanderen | Parijs-Roubaix | Amstel Gold Race | Brabantse Pijl |  | WK op de weg |
| ---- | --------------- | ------------- | -------------------- | -------------- | ---------------- | -------------- |  | ------------ |
| 1989 |                 |               |                      |                |                  |                |  |              |
| 1990 |                 | 33e           |                      |                |                  | 15e            |  |              |
| 1991 | 14e             | Zilver        | 31e                  | 34e            | 93e              |                |  |              |
| 1992 | 41e             | Goud          | 54e                  | 69e            |                  |                |  |              |
| 1993 | 10e             | Goud          | 45e                  |                |                  |                |  |              |
| 1994 | ↑               | 96e           |                      |                |                  |                |  |              |
| 1995 | 27e             | 4e            | 24e                  |                |                  |                |  |              |
| 1996 | 7e              |               | 31e                  |                |                  |                |  |              |
| 1997 | 108e            | 59e           |                      |                |                  |                |  |              |
| 1998 | 81e             | 26e           |                      |                |                  |                |  |              |
| 1999 | 99e             | 35e           |                      |                |                  |                |  |              |
| 2000 | 43e             |               |                      |                |                  |                |  |              |
| 2001 | ↑               |               | 69e                  |                |                  |                |  |              |
| 2002 | ↑               | Goud          | 9e                   |                |                  |                |  | ↑            |
| 2003 | 4e              |               |                      |                |                  |                |  |              |
| 2004 | 109e            |               |                      |                |                  |                |  |              |
| 2005 | 37e             |               |                      |                |                  |                |  |              |

Wielerploegen van Mario Cipollini
Amadori ·
Bergamo ·
Bielli ·
Caroli ·
Chioccioli ·
C. Cipollini ·
M. Cipollini ·
Fondriest  ·
Gelfi ·
Lecchi ·
Longo ·
Zanini ·
Zen
Amadori ·
Ballerini ·
Bielli ·
Cesarini ·
Chioccioli ·
Cipollini ·
Fondriest ·
Gelfi ·
Lecchi ·
Longo ·
Roscioli ·
Zanini ·
Zen
Baldato ·
Ballerini ·
Bielli ·
Cesarini ·
Chioccioli ·
Cipollini ·
Gelfi ·
Halupczok ·
Jaskuła ·
Lecchi ·
Pedersen ·
Poli ·
Roscioli
Arroyo · Baldato · Ballerini · Bomans · Ceci · Cesarini · Chioccioli · Cipollini · Gelfi · Goessens · Gusmeroli · Halupczok · Jacobs · Jaskuła · Lecchi · Moreau · Pillon · Poli · Rebellin · Rocchi · Tchmil · Van Itterbeeck · Vanzella · Verstrepen · Vona · Willems
Baldato · Ballerini · Bomans · Cesarini · Chioccioli · Cipollini · Corsi · Demol · Gusmeroli · Jaskuła · Museeuw · Peeters · Pillon · Poli · D. Rebellin · S. Rebellin · Tchmil · Vanzella · Vona · Willems · Van Lancker (stagiair)
Baffi ·
Barducci ·
Bartoli ·
Bernardi ·
Biasci ·
Canzonieri · 
Casadei ·  
Casagrande ·
Chioccioli (tot 30/09) ·
Cipollini ·
Donati ·
Fagnini ·
Fina ·
Fornaciari ·
Gianfranco Frisoni ·
Guido Frisoni ·
Gasperi ·
Giancecchi ·
Guidi ·
Imola ·
Lanfranchi ·
Lelli · 
Martinello ·
Moroncelli ·
G. Petito ·
R. Petito ·
Piccoli ·  
Pierdomenico ·
Poli ·
Politano ·
Santi ·
A. Stefanelli ·
P. Stefanelli ·
Talen ·
Tomassini ·
Venerucci ·
Zafferani ·
Tomi (stagiair)
Barducci ·
Bartoli ·
Bernardi ·
Biasci ·
Borghi ·
Calcaterra ·
Canzonieri · 
Casadei ·  
Casagrande ·
Cipollini ·
Donati ·
Fagnini ·
Fina ·
Fornaciari ·
Gianfranco Frisoni ·
Guido Frisoni (tot 30/04) ·
Gasperi ·
Giancecchi ·
Guidi (tot 30/04) ·
Lelli · 
Martinello ·
Moroncelli ·
G. Petito ·  
R. Petito ·
Poli ·
Politano ·
Santi ·
A. Stefanelli ·
P. Stefanelli ·
Talen ·
Tomassini (tot 30/04) ·
Venerucci ·
Zafferani ·
Frigo (stagiair) ·
Mori (stagiair) ·
Mazzoleni (stagiair)
Bellutti · Biasci · Borghi · Buschor · Calcaterra · Canzonieri · Casagrande · Cassani · Cipollini · Di Basco · Donati · Fagnini · Fornaciari · Frigo · Furlan · Lelli · Martinello · Mazzoleni · Moos · Mori · Pascual · Petito · Poli · Politano · Rodríguez · Runkel · Salmerón · Sánchez · Scirea · Beggi (stagiair) · Commesso (stagiair)
Buschor · Calcaterra · Canzonieri · Casagrande · Cipollini · Di Basco · Donati · Fagnini · Faverio · Fidanza · Fornaciari · Frigo · Furlan · Gotti · Lelli · Martinello · Mazzoleni · Moos · Mori · Petito · Rich · Rodríguez · Salmerón · Sánchez · Scirea
Buschor · Calcaterra · Cipollini · Commesso · Donati · Fagnini · Faverio · Fornaciari · Frigo · Gotti · Kokorine · Mazzoleni · Moos · Mori · Morscher · Padrnos · Petito · Piepoli · Rich · Savoldelli · Scirea · China (stagiair) · Guerra (stagiair) · Pugaci (stagiair)
Andriotto · Calcaterra · China · Cipollini · Commesso · Dufaux · Fagnini · Frigo · Galletti · Guerra · Kokorine · Mazzoleni · Meier · Mori · Morscher · Petito · Pugaci · Savoldelli · Scirea · Secchiari · Traversoni · Brandt (stagiair) · Evans (stagiair) · Testi (stagiair)
Atienza · Brandt · Calcaterra · China · Cipollini · Commesso · Conte · Dufaux · Galletti · Guerra · Ludewig · Meier · Mori · Nitsche · Padrnos · Pate · Pieri · Pugaci · Savoldelli · Scirea · Secchiari · Wegmann · Davidson (stagiair) · Elmiger (stagiair) · Obrist (stagiair)
Calcaterra · Cavagnis · Celestino · Cipollini · Commesso · Conte · Davidson · Dufaux · Evans · Galletti · Gavazzi · Ludewig · Meier · Mori · Nitsche · Padrnos · Pieri · Pugaci · Sabaliauskas · Sacchi · Savoldelli · Scirea · Secchiari · Spinelli · Wegmann · Barla (stagiair) · Rohtmer (stagiair)
Astolfi ·
Bennati · 
Cardellini ·
Cipollini  ·
Colombo ·
Conti ·
Derganc ·
Di Cintio ·
García ·
Gasperoni ·
Gentili · 
Giabbecucci ·
Giunti ·
González ·
Kolobnev ·
Lobato ·
Lombardi ·
Martín ·
Masciarelli · 
Peña ·
Pospjejev · 
Scarponi ·
Scirea ·
Simeoni · 
Trenti
Astolfi ·
Bennati · 
Cardellini · 
Cipollini  ·
Colombo · 
Derganc ·
Gasperoni ·
Gentili ·
Giunti ·  
González · 
Jones · 
Kolobnev ·
Lobato · 
Lombardi ·
Marinangeli ·
Martín ·
Mondini ·  
Ongarato · 
Pospjejev · 
Scarponi ·
Scirea ·
Secchiari ·
Simeoni ·
Valoti ·
Di Nucci (stagiair) ·
Garbelli (stagiair)
Aug ·
Bajenov · 
Cardellini · 
Cipollini ·
Clinger ·
Colombo · 
Derganc ·
Fagnini ·
Failli ·
Fischer ·
Galletti ·
Gentili ·
Giunti ·  
Iannetti ·
Jones · 
Kolobnev · 
Lombardi ·
Marinangeli ·
Mori ·  
Naudužs ·
Scarponi ·
Scirea ·
Secchiari ·
Simeoni ·
Valoti ·
Agnoli (stagiair) ·
De Fino (stagiair)
Albasini ·
Andriotto · 
Bäckstedt · 
Calcagni ·
Carlström · 
Cioni ·
Cipollini (tot 30/04) ·
Colli ·
Di Luca ·
Garzelli ·
Gasparotto ·
Gerosa ·  
Ljungqvist ·
Loda · 
Mason · 
Miholjević ·
Milesi ·
Miorin ·  
Mugerli ·
Noè ·
Pagliarini ·
Pellizotti ·
Righetto ·
Sironi ·
Wegelius ·
Zanotti ·
Capecchi (stagiair) ·
Da Dalto (stagiair) ·
Di Lorenzo (stagiair)
2006–2007: Loopbaan beëindigd
Bahati · 
Botero ·
Cipollini (tot 31/03) · 
Clinger ·
Creed · 
Curry ·
Dawson · 
Grajales (tot 01/03) ·
Hamilton ·
Hernández ·
Leogrande ·
Magnell ·
Mayo ·
Napolitano ·
Ollerenshaw ·
Peña ·
Rodriguez ·
Sevilla ·
Switters ·
Williams ·
Wiscovitsj
- International Standard Name Identifier: 0000 0000 4067 1088
- Library of Congress Control Number: n2003117374
- Istituto Centrale per il Catalogo Unico: DDSV321829
- Virtual International Authority File: 31380604
- WorldCat: E39PBJbMdjXVjrbhVMKjHx3qQq